# Афонькино (Забайкальский край)
Афонькино — село в Красночикойском районе Забайкальского края России. Входит в состав сельского поселения «Черемховское».

## География
Село находится в северо-восточной части района, в пределах правобережной части долины реки Чикой, на правом берегу реки Афонькина, на расстоянии примерно 96 километров (по прямой) к северо-востоку от села Красный Чикой. Абсолютная высота — 882 метра над уровнем моря.
Климат
Климат характеризуется как резко континентальный. Средняя температура самого тёплого месяца (июля) составляет 14 — 16 °С (абсолютный максимум — 36 °С). Средняя температура самого холодного месяца (января) — −22 — −26 °С (абсолютный минимум — −53 °С). Годовое количество осадков — 350—500 мм.
Часовой пояс
Село Афонькино находится в часовой зоне МСК+6. Смещение применяемого времени относительно UTC составляет +9:00.

## История
Основано в 1890 году семейскими.

## Население
| 2002 | 2010 | 2021 |
| ---- | ---- | ---- |
| 265  | ↘251 | ↘202 |

Половой состав
По данным Всероссийской переписи населения 2010 года в гендерной структуре населения мужчины составляли 49,4 %, женщины — соответственно 50,6 %.
Национальный состав
Согласно результатам переписи 2002 года, в национальной структуре населения русские составляли 99 % из 265 чел.

## Инфраструктура
В селе функционируют начальная общеобразовательная школа, дом культуры и библиотека.

## Улицы
Уличная сеть села состоит из четырёх улиц.